# Athyrium schimperi
Athyrium schimperi là một loài thực vật có mạch trong họ Woodsiaceae. Loài này được Moug. ex Fée miêu tả khoa học đầu tiên năm 1852.